# Kor Royal Cup 2011
Der Kor Royal Cup 2011 (thailändisch ฟุตบอลถ้วยพระราชทาน 2554) war die 76. offizielle Ausspielung des Wettbewerbs und wurde am 30. Januar 2011 zwischen dem thailändischen Meister Muangthong United sowie dem FA Cup Sieger Chonburi FC ausgetragen. Gesponsert wurde das Spiel von Coca-Cola. Das Spiel fand im Suphachalasai Stadium in der thailändischen Hauptstadt Bangkok statt. Der Chonburi FC gewann das Spiel mit 2:1.

## Spielstatistik
| Paarung           | Chonburi FC – Muangthong United |
| Ergebnis          | 2:1 (0:0) |
| Datum             | 30. Januar 2011 um 17:00 Uhr |
| Stadion           | Suphachalasai Stadium, Bangkok |
| Schiedsrichter    | Abhisit Onrak |
| Tore              | 1:0 Suree Sukha (65.) 2:0 Ekaphan Inthasen (85.) 2:1 Christian Kouakou Yao (88.) |
| Chonburi FC       | Sinthaveechai Hathairattanakool – Suree Sukha, Natthaphong Samana, Suttinun Phuk-hom, Cholratit Jantakam, Anucha Kitphongsri – Therdsak Chaiman, Adul Lahsoh, Kazuto Kushida – Pipob On-Mo (73. Ney Fabiano), Ekaphan Inthasen Cheftrainer: Jadet Meelarp                                                             |
| Muangthong United | Weera Koedpudsa – Pakasit Saensook (76. Pichitphong Choeichiu), Panupong Wongsa, Zesh Rehman, Nattaporn Phanrit – Datsakorn Thonglao, Issoufou Boubacar (83. Jakkapan Pornsai), Ali Diarra – Teerasil Dangda, Christian Kouakou Yao, Dagno Siaka (75. Pichitphong Choeichiu) Cheftrainer: Carlos Roberto ( Brasilien) |
| Gelbe Karten      | keine – Datsakorn Thonglao (12.) |